# Love at First Bite
Love at First Bite is een Amerikaanse komische horrorfilm uit 1979 onder regie van Stan Dragoti, met in de hoofdrollen George Hamilton, Susan Saint James, Richard Benjamin en Arte Johnson. De personages in deze vampierenparodie zijn gebaseerd op de roman "Dracula" van Bram Stoker.

## Verhaal
Nadat de beruchte vampier Graaf Dracula door de communistische regering van Nicolae Ceaușescu uit zijn kasteel verdreven werd, ontvlucht hij Roemenië en trekt met zijn bediende Renfield naar New York om er een bruid te zoeken. Zijn oog valt op het schimmige fotomodel Cindy Sondheim, in de overtuiging dat zij de huidige reïncarnatie is van zijn ware liefde Mina Harker.
In het Amerika van eind jaren zeventig valt Dracula echter van de ene verbazing in de andere. Bovendien wordt hij op knullige wijze achtervolgd door Cincy's vriend en psychiater Jeffrey Rosenberg, de kleinzoon van Dracula's oude rivaal van Helsing. Zijn pogingen om Dracula te doden lopen echter keer op keer op een sisser uit, totdat Rosenberg uiteindelijk zelf in een krankzinnigeninstelling belandt.
Wanneer de mysterieuze gevallen van bloedbankinbraken en vampieraanvallen toenemen, begint luitenant Ferguson van de New Yorkse politie de beweringen van de psychiater te geloven en zorgt hij ervoor dat Rosenberg wordt vrijgelaten. Dracula en Cindy vluchten naar de luchthaven, achternagezeten door Fergusen en Rosenberg. Ze missen hun vlucht maar weten toch te ontsnappen en leven voort als vleermuizen.

## Rolverdeling
| Acteur            | Personage                           |
| ----------------- | ----------------------------------- |
| George Hamilton   | graaf Vladimir Dracula              |
| Susan Saint James | Cindy Sondheim                      |
| Richard Benjamin  | Dr. Jeffrey Rosenberg / van Helsing |
| Dick Shawn        | luitenant Ferguson NYPD             |
| Arte Johnson      | Renfield                            |
| Ronnie Schell     | man in lift                         |
| Isabel Sanford    | rechter R. Thomas                   |
| Sherman Hemsley   | pastoor Mike                        |
| Barry Gordon      | zaklampverkoper                     |
| Bob Basso         | tv-reparateur                       |
| Bryan O'Byrne     | priester                            |
| Ralph Manza       | limousinechauffeur                  |
| Michael Pataki    | ganster                             |
| Susan Tolsky      | modellenagent                       |

## Release en ontvangst
Love at First Bite werd uitgebracht door American International Pictures in april 1979 en was een succes aan de kassa met een opbrengst van 44 miljoen dollar tegenover een productiekost van slechts 3 miljoen dollar. Het was de meest succesvolle film van AIP tot de release van The Amityville Horror later dat jaar. Het was jarenlang een van de meest succesvolle onafhankelijke films. 
De film behaalde een score van 70% (23 beoordelingen) op Rotten Tomatoes. Op Metacritic kreeg de film een score van 62 op 100 (9 beoordelingen), wat duidt op "overwegend positieve recensies".